# Honda PX50

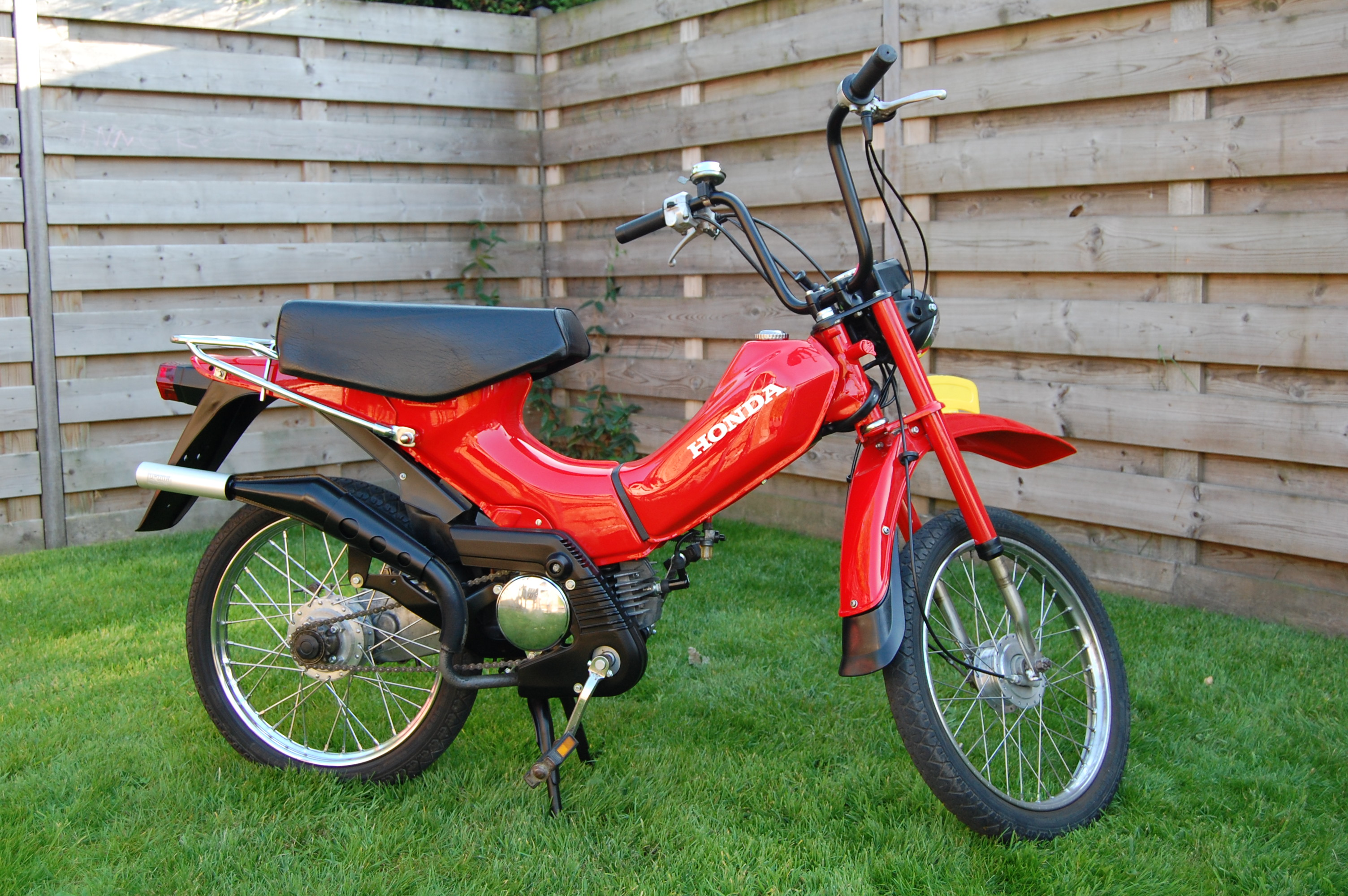
Honda PX50 uit 1980

De Honda PX50 was een bromfietsmodel van de Japanse fabrikant Honda. De PX50 verscheen in 1970 op de markt en werd in de jaren  70 a 80 van de twintigste eeuw geproduceerd. De Honda is uitgevoerd met een eencilinder 49 cc tweetaktmotor en er was tevens een offroad model. De benzinetank heeft een inhoud 3,5 liter. 